# Championnat du monde féminin de volley-ball des moins de 18 ans 1995
Navigation
Bratislava  1993 Chiang Mai 1997
Le 4e championnat du monde de volley-ball féminin des moins de 18 ans a eu lieu à Orléans ( France) en 1995.

## Final Four
|  | Demi-finales          | Demi-finales          |                        |   | Finale                | Finale                |
|  | Demi-finales          | Demi-finales          |                        |   | Finale                | Finale                |
|  |                       |                       |                        |   |                       |                       |
|  | 8 septembre (Orléans) | 8 septembre (Orléans) |                        |   | 9 septembre (Orléans) | 9 septembre (Orléans) |
|  | 8 septembre (Orléans) | 8 septembre (Orléans) |                        |   | 9 septembre (Orléans) | 9 septembre (Orléans) |
|  | Japon                 | 3                     |                        |   | 9 septembre (Orléans) | 9 septembre (Orléans) |
|  | Japon                 | 3                     |                        |   | 9 septembre (Orléans) | 9 septembre (Orléans) |
|  | Italie                | 2                     |                        |   | 9 septembre (Orléans) | 9 septembre (Orléans) |
|  | Italie                | 2                     | Japon                  | 3 |                       |                       |
|  | 8 septembre (Orléans) |                       | Japon                  | 3 |                       |                       |
|  |                       | Russie                | 1                      |   |                       |                       |
|  | Russie                | Russie                | 1                      | 3 |                       |                       |
|  | Russie                |                       |                        | 3 |                       |                       |
|  | Brésil                | 0                     |                        |   |                       |                       |
|  | Brésil                | 0                     | Match pour la 3e place |   |                       |                       |
|  |                       |                       |                        |   |                       |                       |
|  | 9 septembre (Orléans) |                       |                        |   |                       |                       |
|  |                       |                       |                        |   |                       |                       |
|  | Italie                | 3                     |                        |   |                       |                       |
|  | Italie                | 3                     |                        |   |                       |                       |
|  | Brésil                | 0                     |                        |   |                       |                       |
|  | Brésil                | 0                     |                        |   |                       |                       |

## Palmarès
| Classement         | Pays         |
| ------------------ | ------------ |
| Médaille d'or      | Japon        |
| Médaille d'argent  | Russie       |
| Médaille de bronze | Italie       |
| 4e                 | Brésil       |
| 5e                 | Corée du Sud |
| 6e                 | Chine        |
| 7e                 | Slovaquie    |
| 8e                 | Cuba         |
| 9e                 | France       |
| 10e                | Ukraine      |
| 11e                | Lettonie     |
| 12e                | Mexique      |